# Physalis stapelioides
Physalis stapelioides är en potatisväxtart som först beskrevs av Joseph Decaisne, och fick sitt nu gällande namn av Friedrich August Georg Bitter. Physalis stapelioides ingår i släktet lyktörter, och familjen potatisväxter. Inga underarter finns listade i Catalogue of Life.